# Carl Wilhelm Westerlund
Carl Wilhelm Westerlund, född 1809, död 1879, var en finländsk (svenskspråkig) skådespelare och teaterdirektör. Han var direktör för sitt eget kringresande teatersällskap 1830-45 och det tillhörde då det främsta i Finland.  
Carl Wilhelm Westerlund nämns som medlem i Johan Henric Halls trupp. När denna år 1830 upplöstes i Helsingfors sedan Hall flytt undan sina kreditorer och hans fru Louise vägrats tillstånd att överta den, fick i stället Westerlund privilegium att spela teater på svenska i Finland, något exceptionellt för en så ung person. 
Vid denna tid bestod Finlands teater enbart av kringresande svenskspråkiga teatersällskap, varav flertalet endast tillfälligt var på turné i Finland; Westerlunds trupp spelade dock permanent i Finland. Den bestod liksom de övriga av svenska aktörer som spelade på svenska, men innehöll i varje fall Finlands första inhemska skådespelerska, Maria Sylvan, som Westerlund gifte sig med 1832. Med tiden ska också denna trupp, på grund av sin långvarighet i Finland, ha blivit mer finländskt präglad än de övriga. Bland dess exceptionella prestationer räknas pjäsen Finska flickan eller Hittebarnet på kyrkogården, en bearbetning av C. A. F. Berggren, som uppfördes på Engels teater i Helsingfors 8 februari 1833, där Maria Silfvan-Westerlund sjöng några kupletter på finska språket. Detta var förmodligen första gången det finska språket talades på en scen i Finland, decennier innan Charlotte Raa-Winterhjelm 1869 i Aleksis Kivis Lea.
Westerlund beskrivs som en kompetent direktör och hans sällskap sågs som ett föredöme i Finland. Som aktör sågs hans som en god komiker och sades balansera sin frus talang för tragedi väl, även om de inte samspelade väl på scen. Privat beskrivs deras samliv som lyckligt och han överlät ofta ansvaret för truppen på henne då han ägnade sig åt naturliv. Paret fick inga biologiska barn med hade en fosterdotter, skådespelaren Charlotta Staaf. 
I mitten av 1840-talet avvecklade Westerlund teatersällskapet och slog sig ned i Uleåborg. Han blev där rådman, grundade ett ölbryggeri och ett teaterhus och ägnade sig åt kommunala uppdrag och ordinärt affärsliv. 